# رغبي (وركشير)
رغبي (بالإنجليزية: Rugby)‏ هي بلدة تقع في مقاطعة وَرِكْشير في انجلترا، وتقع على نهر أفون، يبلغ عدد سكانها 70628 (تعداد2011 ) مما يجعلها ثاني أكبر مدينة في البلاد. تعد من البلاد الأكثر شهرة لاختراع كرة قدم الرغبي، والتي لعبت في جميع أنحاء العالم. يعود الفضل في اختراع اللعبة لوليام ويب إيليس.

## توأمة
لرغبي (وركشير) اتفاقيات توأمة مع كل من:
- إفرو
- روسلسهايم (1977 - )

## أعلام
- هاري هاردي
- جيمس موريسون
- فرانكو وانياما
- غوس إلسون
- جوزيف نورمان لوكير
- إم. جون هاريسون
- تيم بيجوت-سميث
- روبيرت بروك
- جاك لي
- توماس أرنولد